# Alanine transaminase
Alanine transaminase (ALT) là một enzyme transaminase (EC 2.6.1.2). Nó còn được gọi là alanine aminotransferase (ALAT) và trước đây được gọi là serum glutamate-pyruvate transaminase (SGPT) hay serum glutamic-pyruvic transaminase (SGPT). ALT được tìm thấy trong huyết tương và trong nhiều tế bào của cơ thể, nhưng nó phổ biến nhất trong gan. Nó xúc tác cho hai bộ phận của chu kỳ alanine. Mức Serum ALT, mức serum AST, và tỉ số của chúng (tỉ số AST/ALT) được sử dụng làm dấu hiệu đánh dấu sinh học trong chẩn đoán bệnh lâm sàng liên quan đến gan. Đây là một chỉ số trong xét nghiệm máu.